# Астеци
Астеци су били мезоамеричка култура која је цвјетала у данашњем средишњем Мексику у посткласичном добу од 1300. до 1521. године. Међу Астеке убрајале су се различите етничке групе средишњег Мексика — нарочито оне групе које су говориле наватл језик и које су доминирале великим дијеловима Мезоамерике од 14. до 16. вијека. Астечка култура била је организована у градове-државе (алтепетл), од којих су се неки удруживали да би образовали савезе, политичке конфедерације или царства. Астечко царство је било конфедерација три града-државе основано 1427: Теночтитлан, град-држава Мешика, Тескоко и Тлакопан, који је раније био дио царства Тепанека, чији је доминантни град-држава био Аскапоцалко. Иако је израз Астреци често уско ограничен на Мешике из Теночтитлана, такође се користи и за науа политије или народе средишњег Мексика у прехиспанкој ери, као и шпанско колонијално доба (1521—1821). Дефиниција Астекаа дуго је била тема научних дискурса од када је њемачки научник Александар фон Хумболт установио њихову уобичајену употребу почетком 19. вијека.
Већина етничких група средишњег Мексика у посткласичном добу дијелила је основне културне особине Мезоамерике и за многе од особина које карактеришу културу Астека не може се рећи да су искључиво астечке. Из истог разлога, појам „астечке цивилизације” најбоље се разумије као посебан хоризонт опште мезоамеричке цивилизације. Култура средишњег Мексика укључује култивизацију кукуруза, друштвену подјелу између племства (пипилтин) и обичних људи (масеуалтин), пантеон (са Тескатлипоком, Тлалоком и Кецалкоатлом) и календарски систем шиупоуали од 365 дана, у који је уметнут циклус тоналпоуали од 260 дана. Особен за Мешике у Теночтитлану био је бог заштитник Уицилопочтли, пирамиде близнакиња и керамички стилови познати као Астек I—IV.
Од 13. вијека, Мексичка долина била је срце густо насељеног подручја и успона градова-држава. Мешике су касно стигле у Мексичку долину и основали су град-државу Теночтитлан на неперспективним острвцима у језеру Тескоко, а касније су постали доминантна сила Астечког тројног савеза или Астечког царства. Царство је своју политичку хегемонију проширило далеко изван Мексичке долине, освајајући друге градове-државе широм Мезоамерике у касном посткласичном добу. Настало је 1427. као савез између градова-државе Теночтитлан, Тескоко и Тлакопан; удружили су се како би поразили Аскапоцалко, град-државу Тепанека, која је доминирала Мексичком долином. Убрзо су Тескоко и Тлакопан постали млађи партнери у савезу, а Теночтитлан је постао доминантна сила. Царство је проширио свој домет комбинацијом трговине и војних освајања. Оно никада није било право територијално царство које је контролисало територију великим војним гарнизонима у освојеним покрајинама, него је доминирало својим клијентским градовима-државама првенствено постављањем пријатељских владара на освојеним територијама, изградњом брачних савеза између владајућих династија и наметањем империјалне идеологије својим клијентским градовима-државама. Клијентски градови-државе плаћали су порезе, а не данак, астечком цару (тлатоани) кроз економску стратегију која је ограничавала комуникацију и трговину између спољних политија, чинећи их зависним од империјалног средишта за набавку луксузних добара. Политички утицај царства досезао је далеко на југ Мезоамерике освајајући политије све до Чијапаса и Гватемале и обухватајући Мезоамерику од Тихог од Атлантског океана.
Царство је достигло свој врхунац 1519, непосредно прије доласка мале групе шпанских конкистадора предвођених Ернаном Кортесом. Кортес је био савезник градова-држава супротстављених Мешикама, нарочито са Тласкалом, као и са другим средишњим мексичким политијама, укључујући Тескоко, његовог бившег савезника у Тројном савезу. Након пада Теночтитлана 13. августа 1521. и заробљавањем цара Куаутемока, Шпанци су основали град Мексико на рушевинама Теночтитлана. Одатле су наставили са освајањем и укључивањем мезоамеричких народа у Шпанску империју. Са уништењем надградње Астечког царства 1521, Шпанци су користили градове-државе на којима је изграђено Астечко царство, да владају старосједелачким народима преко својим мјесних племића. Ти племићи су се заклели на вјерност шпанској круни и прешли, барем номинално, у хришћанство, а заузврат их је шпанска круна признала као племиће. Племићи су дјеловали као посредници у преносу пореза и мобилизацији радне снаге за своје нове господаре, олакшавајући успостављање шпанске колонијалне власти.
Астечка култура и историја су првенствено познати кроз археолошке доказе пронађене у ископавањима као што је Велики храм у Мексику; из старосједелачких списа; из исказа очевидаца шпанских конквистадора као што су Кортес и Бернал Дијаз дел Кастиљо; а нарочито из описа астечке културе и историје из 16. и 17. вијека које су написали шпански свештеници и писмени Астеци на шпанском или наватл језику, као што је чувани илустровани, двојезични (шпански и наватл), дванаестотомни Флорентински кодекс који је написао фрањевачки фратар Бернардино де Саагун, у сарадњи са старосједеоцима. Важно за познавање наватла након освајања била је обука старосједелачких писара да пишу алфабетске текстове на наватлу, углавном за мјесних сврхе под шпанском колонијалном влашћу. На свом врхунцу, култура Астека је имала богате и сложене филозофске, митолошке и религијске традиције, као и постизање изузетних архитектонских и умјетничких достигнућа.

## Историја
Астеци су се досељавали у мексичку долину између 1200. и 1300. године. У почетку су били мало ратничко племе. Године 1325, основан је Теноћтитлан (шп. Tenochtitlán). Астеци су развили јаку војну државу. У периоду од 1427. до 1440. године, основна одлика астечког народа била је освајање околних градова. Године 1432, направљен је савез трију астечких градова-држава Теноћтитлана, Тескокоа (шп. Texcoco) и Талкопана (шп. Talcopan). На тај начин су изградили моћну државу, која је обухватала Мексико, Јукатан и Гватемалу. Покорили су сва племена са тих простора, Тотонаке, Сапотеке, Микстеке итд. Захваљујући својој ратоборности, Астеци су били доминантни у Средњој Америци. Највиши степен обухватао је ратнике племићког порекла. Њихов војни кодекс био је необично строг, за најмање прекорачење претила је смртна казна. Ратови су се одигравали прилично често и трајали су свега по неколико дана. Циљ је био да се непријатељ зароби, а не убије. Заробљавање је било услов за напредовање ратника. Године 1473, спојила су се два града-близанца, Теноћтитлан и Тлателолко, заједно познати као Мексико, али је сваки имао свој трг и краљевску палату.
За време Монтезумине владавине (1502—1520) свештеници су преовладали над великашима и имали су одлучујући глас у политичким питањима. Да би се заштитили од устанка народа, племићки родови су живели у засебним четвртима града. У Теноћтитлану та се четврт називала Тепан (шп. Teepan). Многи ратови покретани су само ради прибављања ратних заробљеника за потребе жртвовања. Пошто је о почастима, напредовањима и наградама у астецкој војсци одлучивао број заробљеника које је ратник могао себи да припише, противници су, уместо да једни друге убијају, настојали да се међусобно хватају и одводе у ропство.
Астеке је освојио Ернан Кортес. Фебруара 1519. године, кренуо је у правцу Јукатана са 11 бродова, 110 морнара, 566 војника и 200 индијских носача. Поред тога поседовао је коњицу, тешко и лако наоружање. Шпанци су дошли до ушћа реке Рио де Табаско (шп. Río de Tabasco) на Јукатану. Ту их је напало племе Табасканци, које су лако савладали. Након тога још једанпут се са њима сукобио и потпуно их поразио. После тога склопили су мир са Табасканцима. 21. априла 1519. године, улогорили су се на месту где је данашњи Веракруз. Потом је послао 2 индијска гласника астечком владару Монтезуми. Монтезума и његов народ имали су страх од дошљака, тако да су се одлучили на преговоре. Монтезума је послао дарове Шпанцима, златне предмете. Видевши злато, Кортес је постао још похлепнији и кренуо је даље према астецкој држави. Поход је настављен 16. августа 1519. године. Са Кортесом је кренуло 1500 ратника. Монтезума је покушао да наговори Шпанце да одустану од похода на Теноћтитлан, нудећи им велике количине злата. Шпанци су одбили овај предлог, па их је Монтезума замолио да се упуте у град Ћолулу (шп. Cholula). Шпанци су се ту улогорили. Након 2 недеље пљачкања и паљења града Ћолуле, Шпанци су се упутили према Теноћтитлану. 8. јула 1519. су стигли у град. Монтезума их је дочекао и упознао их са градом. Кортес је правио планове како да завлада државом. Одлучио је да зароби Монтезуму. Касније у борбама, Монтезума је умро. Кортес је губио у биткама и преостало му је само да се преко језера кришом ноћу искраде. Приликом бекства Астеци су га напали, ту су Шпанци претрпели велике губитке, готово три четвртине војника. Кортес се упутио у престоницу Тласкаланаца. У долини Отумба, дочекала их је огромна астечка војска. Шпанци су морали да се боре и претио им је потпуни пораз. Кортес је ту убио главног командата астечке војске чиме се цела астечка војска распала. Тог дана, 8. јула 1520. године Шпанци су постигли своју највећу победу у Мексику. Кортес је августа 1521. године освојио Теноћтитлан, пославши бродове преко језера. Једино Шпанци нису претрпели велике губитке. Заузевши град, приступили су тражењу Монтезуминог блага, систематски рушећи храмове и друге грађевине.

## Друштвено уређење
Сваки човек био је члан неке породице, породице су биле део клана (групе породица), а 20 оваквих кланова чинило је племе. Племенско веће било је сачињено од вођа свих кланова. Астеци су били веома вешти државници. Њихова држава је била монархија наследног типа. Краљ је морао да има неку ратну победу и велики број заробљеника. Заробљеници су се жртвовали у страшним крвавим обредима. Након сваке победе уследило би крунисање краља круном украшеном златом, драгуљима и перјем. Владар је живео у огромној палати окружен изузетним луксузом.
У Астечком друштву веома се водило рачуна о пореклу. Највећи углед уживале су породице које су водиле порекло од утемељитеља астечког царства. Све племићке куће биле су у обавези да владару доводе наоружане војне одреде, али и да га лично служе на двору. Припадници нижих слојева становништва били су дужни да о свом трошку поправљају зграде и одржавају краљево имање. Територије које би племићи освојили у рату или које би добили као награду од владара за заслуге постајале су њихово власништво. Заробљавање непријатељских војника, које су Астеци жртвовали боговима, било је најважније за истицање у рату. Раскош одеће коју је један војник носио директно је зависила од броја непријатеља које је заробио, што је број био већи, то је његова одећа била раскошнија.
Постојала су 2 ратничка (витешка) реда: Орлови (Сунце) и Јагуари (Земља). У овим редовима били су само одабрани чланови Астека. Имали су посебне униформе са шлемовима украшеним перјем или јагуаровом кожом. Сви ратници били су подељени у више различитих сталежа. Припадници највишег, били су најбогатији. Облачили су се у тесне прслуке од прошивеног памука, који су били толико дебели да су могли да пруже добру заштиту. Владари су носили оклопе од златних и сребрних плочица, а преко њих огртаче од перја у разним бојама. На главама су носили шлемове од дрвета у облику неке дивље животиње и били су украшени златом и драгуљима. На руке, ноге и уши су стављали разне украсе. Војска је била јасно раздељена на одреде, а ратне тактике нису имали, увек су кретали у јуриш уз песме и велику галаму.
По рођењу, дете је купала и превијала бабица. Веровало се да судбину одређују богови, па су родитељи носили дете свештенику да погледа у светој књизи да ли је дан у коме је дете рођено срећан или несрећан. Уколико је дан био срећан, родитељи би правили велику гозбу и прославу, а уколико је дан био несрећан, не би се ништа организовало. Дечацима су имена давали по дану у коме су рођени (Једна Трска, Два Цвета, Седам Јелена и слично), по некој животињи (Изгладнели Којот), или по неком претку (Монтесума Млађи). Имена девојчица била су сложена, у скоро сваком се налазила реч „цвет“ (Шоћитал). Дечацима су се одмах од рођења давале играчке оружја, а девојчицама играчке које су подсећале на прибор за ручни рад.
Младићи су били спремни за женидбу кад би напунили 20 година, а девојке 16. Брак су уговарали родитељи уз сагласност младенаца. Брак је морао да одобри и свештеник, тако што је проверавао да ли су судбине које су младићу и девојци звезде намениле међусобно усаглашене. Полигамија је била дозвољена. Прва жена је имала предност над осталима и само су њена деца могла да наследе оца. Под извесним околностима брак је могао да се поништи. Мушкарац је имао право да отера жену ако је била неплодна, ако је имала лошу ћуд, ако је дуго била нерасположена или ако је занемаривала своје кућне обавезе. Жена је могла да се ослободи мужа ако је није издржавао на примеран начин, ако њиховој деци није пружао одговарајуће образовање или ако ју је физички злостављао. Разведена жена је могла поново да се уда, а удовица је била дужна да се уда за брата свог покојног мужа или неког човека из њиховог клана.
Постојало је и ропство, и то 3 типа. Нико се није могао родити као роб, то се могло постати тек током живота. Најгору судбину доживљавали су ратни заробљеници, њих су скоро редовно жртвовали. Друга врста ропства била је дужничког типа. Сваки дужнички роб могао је да заснује своју породицу, а деца рођена у таквом браку била су слободни људи. Трећа врста робова били су злочинци. Убиство се кажњавало смртном казном, чак и ако је жртва била роб.

## Васпитање и образовање
О васпитању и образовању астечке деце сазнајемо на основу сачуваних кодекса. Један од најпознатијих је Кодекс Мендоса, који нам даје детаљан преглед одрастања младих и њихових улога у свакодневном животу.
Након што би дете напунило три године, родитељи су започињали његово образовање. Само образовање подразумевало је укључивање детета у многе послове. Мајке су се више посвећивале ћеркама и училе их како да обављају лакше кућне послове, док су очеви учили своје синове како да рукују оруђем. Како су деца постајала старија, тако су се гомилале и њихове обавезе и постајале све захтевније. Девојчице су прво помагале мајкама, а затим училе и да праве тортиљу и да ткају. Дечаци су морали да науче не само како да рукују алатима, већ и како да управљају кануом и пецају. Уколико би деца била непослушна, родитељи би их кажњавали. Казна је зависила од дететовог узраста-млађу децу би опомињали, а она старија би трпела окрутније казне (везивање и остављање детета на хладноћи, боцкање агавом, чишћење пода...). На овај начин су се деца учила издржљивости. Осим родитеља, у образовању и васпитању деце значајну улогу имао је и учитељ, мудар и способан човек клана, односно племена.
Већ са 15 година мушка деца су морала да прођу одређену обуку како би и званично постала равноправни чланови племена. Обука је спровођена у двема школама:
1. телпоћкаљи (шп. telpochcalli)
2. калмекак (шп. calmecac)

Телпоћкаљи је била школа у оквиру кланова коју су водили учени људи и у њима су се изучавали руковање оружјем, историја, уметност... Школа калмекак била је, заправо, храм у којој су дечаци и девојчице обучавани да служе свештеницима. Самим тим је и дисциплина у овој школи била далеко строжа од дисциплине у претходној. Но, без обзира на друштвени статус, образовање је у астечком племену било обавезно.

## Језик и писмо
Науатл или науа је био службени, трговачки и језик културе астечког царства. Према истраживачима, њихов језик је отмен, веома елегантан и прилагодљив, а речник је богат и дозвољава стварање неопходних речи, пре свега апстрактних, а истовремено се њиме могу исказати све нијансе мисли и сви видови конкретног.
Астеци су створили сликовни систем који су користили као неку врсту алфабета. Њихово писмо је било пиктографско и није достигло савршенство Мајанског писма. Комбиновали су пиктографске и неретко апстрактне елементе. Слика мумије је симбол смрти, вид је представљен једним оком итд. Сама вештина писања је била тешка за учење. Пиктографијом су се углавном бавили свештеници и писари, јер су они једини могли да прочитају те слике. Писари су морали да знају много више информација које нису биле записане, обзиром да су пиктограми били само трагови до потпуног значења.
Астеци су имали књиге које су се звале кодекси. Те књиге су биле дуги комади папира који су се савијали попут хармонике. На крају сваког парчета се налазио комад дрвета за заштиту. Обе стране папира су биле исписане и могло се читати с врха ка дну или слева надесно. Били су прављени од животињске коже или на пулпи maguey-a.
Поред историје и религијских церемонија, писали су и поезију. Писари су скицирали оквир дрвеним угљем који је после био украшаван сликама поврћа, минерала, инсеката и шкољака.
Захваљујући кодексима, али и збиркама које су писали староседеоци који су били упознати са шпанским језиком, или шпански мисионари који су научили језик наутал, ми данас о Астечкој историји и обичајима можемо сазнати више него о историји било ког народа претколумбовске Америке.

## Календар
Астечки систем рачунања времена био је блиско повезан са религијом. По њој, свет се завршавао на сваке 52 године и богови су га изнова стварали, али једном, на крају једног од ових циклуса, свет ће нестати. Због тога, када би се један циклус завршио, чекали су почетак новог са великом тескобом; гасили су све ватре и чекали смрт, али када би звезде најавиле почетак новог доба од 52 године, палили би нову ватру на телу неке, недавно жртвоване, особе. Астеци су веровали да су људске жртве неопходне да би дале снагу њиховим боговима, како би својом енергијом наставили да одржавају живот.
Астеци су познавали соларни календар са 365 дана, звани шиуитл (xihuitl) и попут Маја, делили су га на 18 месеци, по 20 дана сваки, којима су прикључивали пет додатних дана, како би употпунили годину. Током ових пет дана који су били злосрећни, одржаване су све врсте свечаности, поворки и жртвовања. Дани астечког календара звали су се по животињама или стварима. Имали су и пророчански календар са 260 дана, јер је живот Астека, као и свих претколумбовских народа, био одређен судбином сваког појединца, срећом, утицајем богова и амтосферским појавама.

## Религија и митологија
Астечка религија била је многобожачка. Астеци су својим доласком преузели многе елементе других мезоамеричких култура и ранијих народа. Имали су много богова, а неки од њих су: „Тлоке Науаки“ – бог створитељ; бог четири стране света; стари бог ватре који је такође симболизовао годину и годишња доба; „Ћикомекоатл“ – или богиња жетве и исхране, представљана је кукурузом; „Синтеоатл“ – бог кукуруза; бог пролећа; богиња воде; „Тлалок“ – бог кише, који је по свом расположењу слао благотворну кишу или разорну олују. Од њега су највише страховали сељаци, јер је његов култ снажно повезан са плодношћу земље ; „Коатликуе“ – богиња земље; она је била мајка „Уцилопоћтлија“ – бога сунаца и звезда. Он је играо најважнију улогу у верском животу. Осим што је био бог сунца, био је и бог рата који је водио астечко племе за време сеоба. Његов култ је владао главним градом и управо је њему била посвећена велика пирамида, која се налазила у центру града и која је била омиљено место за одржавање обреда у његову част.
„Кецалкоатл“ (перната змија) назив је за пернато змијолико божанство. Био је бог ваздуха, мудрости и учитељ вештине мира. Представља старог толетачког бога који је подарио људима календар.

### Ритуали жртвовања
За Астеке је карактеристичан и ритуал жртвовања који је везан за религију. Симболисао је моћ владара и плодност земље. Два основна облика жртвовања су вађење срца из груди жртве и смрт спаљивањем. Жртва би била положена на орлов камен шиљатог облика, при чему би се њена леђа извила у положај погодним за вађење срца. Пошто би срце било извађено и стављено пред бога коме је намењено, тела су бацана на крваву гомилу и припремана за канибалистичке гозбе.
Још један од метода жртвовања је и убијање жртве стрелом који је био намењен богу сетве и вегетације, „Ксајп Тотека“. Крв жртве би отекла у земљу, а њену одрану кожу би касније носио свештеник. Према њиховом веровању, само душе ратника који су погинули или били жртвовани могле су да оду на небо.
Постојао је посебан процес жртвовања. Жртва би ишла степеницама храма уз буку песама и плесова. Када би дошла до врха, свештеник би јој распорио груди једним потезом ножа. Жртвино срце било би извађено и представљено Сунцу. Напојено на тај начин, Сунце би наставило свој пут.
Астеци су веровали да су богови већ више пута створили и уништили свет. Стога, прва брига им је била да убеде богове да не униште и овај свет у којем живе. Само један чин могао их је умирити: дар у људској крви. Из тог разлога, Астеци су често приносили људске жртве приликом верских обреда. Сматрали су да су жртве неопходне за постојање Космоса и да ће богови, нахрањени божанском течношћу, одложити крај света.
Године 1487, цар Ахуицотл отворио је велики храм у Теноћтитлану уз свечаност која је трајала четири дана, при чему је жртвовано осамдесет хиљада људи. Овај догађај описан је као „кланица којој нема равне у историји човечанства“.

### Легенда о белим боговима
Легенда каже да је бог Кецалкоатл представљен као стари, бели, праведни, добродушни бог с великом брадом. Владао је у Тули, а његов брат му је завидео на томе. Вођен завишћу, његов зли брат га је напио и довео му девојке у постељу. Кецалкоатл се огрешио, и кад је тога постао свестан, протерао је себе у сушне делове Јукатана. Управо из овог разлога се Кецалкоатл слави као Кукулкан – бог Чичен Ице, мајанског града. Дао је обећање да ће се после неког времена вратити и поново преузети власт.
Астеци су веровали да се сви догађају понављају у циклусу од 200 година, па су, када је дошло време, очекивали повратак овог бога. Ово се дешавало за време владавине Монтезуме II, који је био бојажљив и веома религиозан. За време ратова са другим племенима 1519, Монтезума је примио вест да су се у луци Веракруз искрцали брадати, бели људи. Верујући да је заправо Ернан Кортес бог Кецалкоатл који је дошао да им помогне, Монтезума II се предао без икаквих отпора и борбе.

## Уметност
Астеци су кроз уметност приказивали своја веровања и сам живот. Управо су због тога и изузетно вредновали предмете врхунске занатске израде и нису их израђивали само да би уживали у њиховој лепоти. Били су дубоко уверени да су ти предмети посредници између њих и космоса. Главни видови уметности били су: архитектура, скулптура, сликарство, златарство, грнчарство, мозаичка уметност, уметност перја, уметност минијатуриста. Најзначајнија дела остварили су у архитектури и скулптури, док су сликарство и цртеж имали доста недостатака. Цртеж им је био прилично конвенционалан и крут. Бољи уметници су оставили свој траг у скулптури, а мање вешти су се окренули сликарству и цртежу.

### Архитектура
Архитектура астечких храмова била је импозантна, што се може и данас уочити у сакралним објектима које су градили. Величина њихових храмова зависила је од моћи и значаја неког бога коме је храм посвећен. С обзиром да су моћни и велики богови живели на небу, Астеци су своја светилишта издизали изнад нивоа тла. Тло је било симбол овоземаљских, ниских потреба и жеља. Највећи значај придавали су олтару, који се налазио на уздигнутом месту и био је заштићен од свега што га је могло оштетити. Захваљујући низу платформи, које су истицале перспективу и стварале илузије веће висине, долазило се до храма који су градили на врху платформе. Храмове су понекад осликавали фрескама. Осим њих градили су и манастире, школе, центре за одмор. Куикуилко представља један од најстаријих светилишта изграђених у Мексичкој долини у касном преткласичном периоду. Олтар се налази на великом овалном узвишењу и у целости је отворен према небу. Теотиуакан је грађен за време класичног периода. Отворен олтар је замењен у потпуности храмом, у коме се налазио кип бога израђен од дрвета или камена. Астецима је ово место представљало најзначајнији центар духовности. Храм посвећен астечком богу рата Уицилопоћтлију (шп. Huitzilopochtli) био је заиста величанствен. Имао је правоугаону основу и пет платформи, од којих је свака била мања од претходне. Један од најбоље осмишљених градских центара међу свим древним цивилизацијама био је астечки град Теноћтитлан (шп. Tenochtitlán).

### Скулптура
Астеци су били најуспешнији у скулптури. Изграђивали су и скулптуре и рељефе у простору. Скулптура им је била симболичка и апстрактна са натуралистичким елементима. Своја величанствена дела могли су да израде у било ком материјалу, али су се највише служили глином. Од алата најчешће су користили длета од камена, шила и оштрице. У скулптури преовлађују религијски мотиви са доста детаља. Дела су им била од минијатурних до џиновских размера. Код Астека је такође присутна и гротескна маштовитост. Скулптуре богова, постављене у храмовима, морале су имати достојанствен и узвишен положај. Богови су се приказивали углавном у седећем положају. Астеци нису имали обичај да приказују људску фигуру у покрету. Уздржаност и озбиљност су им биле најзначајније врлине, тако да су водили строг живот. И на њиховим најмањим скулптурама можемо видети узвишеност, одмереност, величанственост и изузетну складност. Неки богови су могли бити у облику животиња. Змија је Астецима била веома тајанствена и моћна, а уједно је и представљала симбол године и времена, као и бога Кецалкоатла. Скулптура богиње Коатликуе (шп. Coatlicue) , познате као богиња мајка и богиња земље, била је застрашујуће и моћно божанство. Глава јој је била представљена у облику змија са огрлицом од људских руку и срца. Руке су јој се завршавале канџама. Одевена у сукњу од мноштва испреплетаних змија, подсећала је посматраче на бројне ужасе универзума.

### Музика и игра
Астеци нису знали за нотни систем, којим би бележили своје мелодије, тако да је њихова музика већим делом заборављена. Недостатак мелодије није могао да надокнади изразит ритам астечких инструмената. Најчешће су користили бубњеве, фруле, шкољке, звиждаљке, звечке од глине и тикви, звона и удараљке. Плес је био развијенији од музике и изводиле су га велике масе људи. Сама игра је Астецима била веома значајна. Упркос свом значају, кораци плесова бивају измењени, прилагођени хришћанству и самим тим готово заборављени. Успели су да се сачувају једино у веома примитивним и забаченим подручјима. Део астечког ритуала чинила је и песма. Неке од њих су сачуване, али без мелодије које су их пратиле. Наступи астечких играча били су театрални. Призивајући митске догађаје из живота својих богова и богиња играчи су уједно и глумци, а њихова читава верска служба била је замишљена као позоришна драма.

## Књижевност
За књижевност Астека везује се појам прехиспанских књижевности. Овај појам означава дела која су настала на америчком континенту пре продора Шпанаца. Оваква књижевност се развија заједно са почетком настанка индијанских заједница на тим просторима, а траје све до 1492. год када Кристифор Колумбо открива Америку. Од тада почиње процес наметања хришћанства и европске културе домородачком становништву.
Прехиспанска књижевност била је пре свега религиозног, али и друштвеног карактера и бавила се многим питањима која су мучила тадашњег човека, као што су неке астрономске и астролошке појаве. У тадашњој књижевности било је доста заступљено и питање смрти. Веома је видљива различитост дела прехиспанске књижевности, пре свега на плану садржине и језика на коме се писало.
Астеци су говорили науатл језиком, по коме је њихова књижевност и добила назив науатл књижевност. Она се заснива на усменој традицији, јер Астеци нису имали фонетско писмо. Овај народ је тежио ка томе да сачува своју културу у писаном облику, па је њихово писмо почело да се развија. Најпре су свештеници записивали текстове пиктографским писмом на кожи животиња или на врсти папира која се добијала од смокве. Временом пиктографско писмо постаје идеографско, да би на крају измислили знакове који су означавали неке слогове. Тако се астечко писмо полако приближава фонетском, а могу се издвојити 5 врста астечких глифа: бројчане, календарске, пиктографске, идеографске и фонетске.
Идеограми астечког писма били су богато декорисани, али за њих су била потребна посебна усмена тумачења у виду песама. На тај начин код Астека почиње да се развија поезија као један од најзаступљенијих видова књижевности. Код Астека се проза јавила после поезије. Одликују је најчешће религиозне и историјске теме. Историјске теме говоре о многобројним поплавама, земљотресима и сушама, али описују и историјске догађаје. Најзначајније историјско дело је дело анонимних аутора из 1528. године шп. Anales históricos de la nación mexicana написано на наутал језику, шпанским алфабетом. Астечка проза има и дидактички карактер који се испољава у неким моралним начелима која се појављују у делима. Кроз прозу се истиче и важност поштовања традиције. Дело оваквог карактера је шп. Pláticas de los ancianos, које је написано у дијалогу.

### Лирика, епика и драма
Лирику су Астеци повезивали са музиком и плесом. Песме су биле кратке, али су имале одређен ритам и метрику. Тематика песама заснивала се на пролазности живота, недокучивости смрти, и постојању човека, док су љубавне песме биле малобројне. У лирици су користили доста метафора и поредили неке појмове са цвећем, камењем и птицама, па се њихова поезија често сматра недокучивом и двосмисленом.
Епика се односила на религиозне химне које су певане у част астечких богова. Уздизани су кроз епику и ратни походи у којима су Астеци успели да прошире своју територију. Астечка епика, поред тога што је религиозна и историјска, може бити и дидактичка, јер даје објашњења о настанку неких појава, као што је кукуруз који Астеци сматрају божанским даром.
Драму код Астека означавају песме са више саговорника, и оне су поред самог текста укључивале и плес, музику, пантомиме. Углавном су посвећене неким верским ритуалима на којима су се приносиле жртве боговима. Није сачуван ни један текст овог типа који би нам могао рећи нешто више од овој врсти књижевног дела.